# Elektrofeldmeter

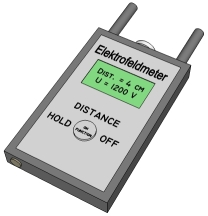
Elektrofeldmeter mit Anzeige von Abstand und Spannung. Die Stäbe aus Isolierstoff helfen, einen definierten Abstand bei Spannungsmessung einzuhalten

Ein Elektrofeldmeter, auch elektrisches Feldmeter, Rotationsvoltmeter oder Feldmühle (englisch „field mill“) genannt, ist ein Gerät zur Messung der elektrischen Feldstärke. Bei definierter Messentfernung zu einem Objekt kann es als  Spannungsmessgerät verwendet werden.
Wie auch das Elektroskop entzieht das Elektrofeldmeter dem zu messenden Objekt keine Energie und verfälscht somit das Messergebnis nicht, ist aber viel empfindlicher. Abhängig von der Bauweise kann eine Auflösung bis herab zu 10 V/m (für Rotationsvoltmeter, bei handlicheren Elektrofeldmetern nur bis etwa 1 kV/m) erreicht werden.

## Funktionsweise

Signalverarbeitung in der Feldmühle. ➀ Flügelrad; ➁ Sensorplatten; ➂ Gegenplatte; ➃ Lichtschranke; ➄ Motor; ➅ Verstärker; ➆ Multiplizierer; ➇ Tiefpass; ➈ Anzeige

Prinzip der Feldmühle in der Abwicklungsansicht

An der Vorderseite der Geräte befindet sich ein vergoldeter elektrostatischer Chopper (Flügelrad, daher rührt auch die Bezeichnung „Feldmühle“). Gold verringert laut einiger Hersteller den Messfehler, da es in der Elektrochemischen Spannungsreihe eine ähnliche Position wie Sauerstoff hat. Das Flügelrad gibt periodisch Fensteröffnungen frei und verschließt sie wieder. Deshalb kann sich die Sensorelektrode hinter dem Chopper durch Influenz des externen elektrischen Feldes abwechselnd auf- und entladen. Diese Ladungsänderung kann unterschiedlich gemessen werden:
- Im einfachsten Fall wird die Sensorelektrode über einen sehr hochohmigen Widerstand geerdet, um eine ausreichend große Zeitkonstante zu erzielen. Daran erzeugt der Umladestrom eine Wechselspannung, die über einen Spannungsfolger (Elektrometerverstärker) niederohmig gemacht wird.
- Bei höheren Ansprüchen erzeugt ein Ladungsverstärker die Messspannung. Dieser sorgt durch seinen virtuellen Nullpunkt dafür, dass die Sensorplatte stets auf Nullpotential bleibt, was die Isolationsprobleme drastisch verringert.

Nach ausreichender Verstärkung wird die Wechselspannung in einem Synchrongleichrichter, dessen Umschaltfrequenz mit der Rotationsfrequenz des Flügelrades übereinstimmt, gleichgerichtet und angezeigt. Auf diese Weise kann die Polarität der Spannung beziehungsweise die Richtung des elektrischen Feldes bestimmt werden.
Dieses Prinzip ermöglicht, statische elektrische Ladungen und Felder zu bestimmen, ohne ihnen Energie zu entnehmen – zur Messung fließt kein Strom.

## Anwendungen

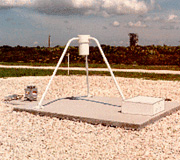
Feldmühle am Kennedy Space Center in Florida.

Aus den gemessenen Feldstärken kann man auf benachbarte Oberflächenladungen schließen, die unter anderem in elektrostatisch geschützten Bereichen (ESD-Arbeitsplätzen) und bei der Herstellung und Verpackung elektronischer Bauteile und Komponenten vermieden werden müssen. Sie könnten zu elektrostatischen Entladungen führen.
In der Meteorologie und Klimaforschung werden Veränderungen des elektrischen Feldes in der Erdatmosphäre gemessen, die durch Wettererscheinungen wie Gewitter, Kalt- bzw. Warmfrontdurchgänge, Regenwolken und andere elektrostatische Phänomene in der Atmosphäre erzeugt werden. Notfalls werden Raketenstarts verschoben.